# Кири Ус
Кири Ус (фр. Cuiry-Housse) насеље је и општина у североисточној Француској у региону Пикардија, у департману Ен (Пикардија) која припада префектури Соасон.
По подацима из 2011. године у општини је живело 109 становника, а густина насељености је износила 12,76 становника/km². Општина се простире на површини од 8,54 km². Налази се на средњој надморској висини од 140 метара (максималној 149 m, а минималној 83 m).

## Демографија
| 1962. | 1968. | 1975. | 1982. | 1990. | 1999. | 2011. |
| ----- | ----- | ----- | ----- | ----- | ----- | ----- |
| 134   | 155   | 143   | 117   | 99    | 110   | 109   |

График промене броја становника у току последњих година